# Massa (Maroc)
Massa ou Masst (en amazigh: ⵎⴰⵙⵙⵜ ; en arabe : ماسة  ماست أو), ou parfois Messa, est une tribu amazigh du Souss, composé de deux  communes rurales de la province de Chtouka-Aït Baha, dans la région Souss-Massa, au Maroc; à savoir la commune rurale de Massa et  celle de Sidi wassay.

## Géographie
Massa est située à 55 km au sud d'Agadir et 35 -km au nord de Tiznit, au cœur du parc national de Souss-Massa, riche pour sa faune ornithologique. Elle est traversée par l'oued Massa, à 3 km de l'océan Atlantique.
Les douars qui la composent sont Jouaber, Tasnoulte, Infentar, Idaouloune, Sidi Abou, Tiguemi Lajdid, Aghbalou, Zaouit, Elkharij, Tassila, Ikhrban, Tikiwt, Ait Souk, Ait Iliass, Idawmihya, Imalalen, Aghrimz, Igumir, Sidi Binzaren, Igrar, Larjame et les trois villages côtiers connus pour leurs plages, Sidi Boulfdayel, Sidi Wassay et Sidi Rbat.[réf. nécessaire]